# Alfredo Baeschlin
Alfredo Baeschlin (Schaffhausen, 1883-1964) fue un arquitecto, pintor y poeta suizo al que se recuerda en España por sus investigaciones sobre la arquitectura rural. 

## Vida y obra
Estudió arquitectura en Zúrich y fue profesor de la Escuela de Artes y Oficios de Berna, así como fundador de la Liga para la Conservación de la Suiza Pintoresca y de la Nueva Federación de Arquitectos Suizos. Colaboró en varias revistas alemanas y suizas, llegando a dirigir Die Schweizerische Baukunst. Durante los años diez viajó por toda Europa: Alemania, Países Bajos y Suecia, y construyó casas de campo en Francia. Cuando estalló la Primera Guerra Mundial abandonó París y se trasladó a Barcelona. 
El campo de estudio preferente de Baeschlin fue la casa popular. Se dedicó a estudiar la casa rural en artículos que pronto enviaría en revistas españolas, y expuso sus dibujos en varias ciudades francesas y españolas. Sus recuerdos de dos veranos pasados en Mallorca, publicados con motivo de su septuagésimo cumpleaños, los tituló Ein Künstler erlebt Mallorca. Los prologuistas de este libro, su paisano y amigo de adolescencia Hermann Hesse, y el arquitecto vasco Pedro Guimón, indican que construyó la Escuela Suiza de Barcelona y algunas casas particulares alrededores de esta ciudad y de Biarritz, "siempre según su interpretación fiel de las formas constructivas autónomas", dice Guimón. Durante su estancia en Bilbao y Biarritz estudió euskera y el estilo arquitectónico de los caseríos. Durante la misma época construiría el palacio de Ajuria Enea que se le atribuye. 
En el año 1928 hace una vuelta en barco alrededor de España, con su mujer y su hijo recién nacido. Envía al periódico bilbaíno La Tarde una serie de artículos sobre la vivienda rural de los lugares que recorre. Decide instalarse en Valencia en 1930. Poco antes de su instalación en Valencia, la Exposición Universal de Barcelona lo había puesto en contacto con la arquitectura más moderna gracias al Pabellón de Alemania de Mies van der Rohe. 
Aprendió valenciano con Carlos Salvador, al tiempo que colaboraba en el semanario El Camí, donde publicó numerosos estudios de arquitectura popular valenciana. Por lo tanto, Baeschlin se relacionó con los artistas e intelectuales agrupados en torno a la Sala Azul o de revistas como la mencionada El Camí y Taula de Lletres Valencianes . Algunos de los mejores amigos que encontró en Valencia se movían en estos ambientes, como por ejemplo Adolfo Pizcueta, el pintor Josep Balaguer o el médico analista Emilio Bogani. 
Expuso en el Ateneo Mercantil de Valencia poco después de llegar a esta ciudad, su serie Apuntes de arquitectura valenciana. Y este mismo año aparecía su libro sobre casas de campo españolas. Ya no son estudios de construcción existentes, sino proyectos, algunos de ellos pensados para lugares y personas concretas. 
Su modelo de vivienda, la casa que debe servir para varias generaciones ( "No dudo de que la casa dura más tiempo que el hombre que la construye. En ella vivirán varias generaciones, y su estilo no debe ser un capricho de moda "escribió). Aunque no llegó a disfrutarla ni siquiera un lustro, pudo construirla en Godella en el 1932. Eran dos casas en hilera, uno para Emilio Bogani, con garaje, y la otra para la familia Baeschlin. El arquitecto publicó este trabajo en Vivienda el año 1933 y después en Der Baumeister. La casa de Baeschlin costó 22.000 pesetas en la que no se ahorró "nada en materiales, es decir no se deben utilizar sucedáneos baratos", tenía que pagar a plazos al constructor Emilio Casar. Esta casa era una vivienda cómoda pero sobria y mínima, una reinterpretación moderna de la casa tradicional mediterránea. Él mismo también diseñó el mobiliario. 
Su interés por la vivienda rural le hizo conocer en profundidad la arquitectura vernácula de cada zona del Estado español, motivo este del libro sobre el caserío vasco, de una carpeta de litografías sobre la arquitectura gallega de La Guardia, y de una monografía sobre Ibiza que publicó con la ayuda de la familia de su mujer, los Vilanova, en 1934. 
La Guerra Civil le impidió seguir su carrera de arquitecto. Entonces colabora con Deutsche Baiuzeitung, trabaja como traductor de libros técnicos para Labor y como arquitecto en el Ministerio de Propaganda, en Barcelona. Al acabar la guerra retoma sus proyectos, una casa cerca de Barcelona, una casa-estudio para su amigo Julián San Valero, etc. Inesperadamente el año 1941 es encarcelado en la Cárcel Modelo de Valencia. En 1942 pasa unos meses en el campo de concentración para extranjeros de Miranda de Ebro hasta mediados de 1942, cuando fue obligado a marcharse de España y expulsado a Suiza. Mientras tanto, había perdido la vista. Era casi un anciano, sin dinero, su familia se había quedado en Valencia y consiguió sobrevivir difícilmente, en una pensión, gracias a traducciones y estudios sobre la casa rural suiza. Pero mantuvo vivo el recuerdo de su casa en Godella, que intentó (y posteriormente lo consiguió) publicar de nuevo en revistas suizas. Eso y las fotos fue lo único que le quedó de la casa que había imaginado, no sólo como casa de su vida, sino la de varias generaciones. 

## Obras
- Arquitectura rural de la Marina, publicado en El Camino.
- La Arquitectura del caserío vasco, 1930.
- Casas de campo españolas, 1930.